# دايفيد هاريس
دايفيد هاريس (بالإنجليزية: David Harris)‏ (و. 1984  م) هو لاعب كرة قدم أمريكية، من الولايات المتحدة، ولد في غراند رابيدز، يلعب كظهير ‏.

## التعليم
تعلم في جامعة ميشيغان.